# 王廷相
王廷相（1474年—1544年），字子衡，别號平厓，又號浚川，河南儀封縣人（今蘭考縣），明朝政治人物、思想家、文學家，官至兵部尚書、都察院左都御史。前七子之一。諡肅敏。

## 生平
王廷相自幼丰姿發秀，聪慧奇敏，13岁补邑庠生。弘治八年（1495年）廿二歲舉於鄉，弘治十五年（1502年），29岁考中进士，被选为翰林庶吉士。
弘治十七年（1504年）任兵科给事中，蒙古鞑靼部进犯大同等地，王廷相上《擬經略邊關事宜疏》。弘治十八年（1505年）丁父憂三年，因曾忤中官劉瑾，正德三年（1508年）以亳州判官起復，隔年升高淳縣知縣，不久改監察御史，巡按陝西，任內懲治權閹廖鏜，正德八年（1513年），提督北畿學政，權閹三王二劉者及廖鏜誣其貪墨，吏部尚書楊一清等大臣抗疏論救，正德九年謫贛榆縣縣丞。正德十一年（1516年）升任寧國縣知縣，隔年升松江府同知，旋改四川按察司提學僉事，正德十六年（1521年）升任山東提學副使，明世宗嘉靖二年（1523年）升任湖廣按察使。嘉靖三年任山東布政司右布政，旋丁母憂，嘉靖六年以右副都御史巡抚四川、嘉靖七年兵部左侍郎、嘉靖九年升南京兵部尚書，參贊機務。嘉靖十二年任都察院左都御史，掌都察院事。嘉靖十五年加太子少保，嘉靖十八年（1539年）加升太子太保。
嘉靖二十一年（1541年）因受郭勋一案牵连，革職為民，被罢免官职回归故里。嘉靖二十三年（1544年）病逝。埋葬于仪封城东二里许（即今仪封乡老君营村南），直到穆宗隆庆初年才得以平反昭雪。諡肅敏。

## 影響
王廷相一生锐意改革，不仅在政治、经济、军事上提出了一系列改革措施，而且在教育、哲学、文学等方面也有卓越的成就。他在山东任职期间，提介文教，改变士风，主张改革教育及科举制度，提出“学习读书当以经国济世为务”，坚持以正面教育为主。
博學好議論，因為文學理念相近，加上同時尊崇復古文風，因此與李夢陽、何景明、康海等人並列為前七子之一。王廷相對李夢陽推崇備至，钱谦益在《列朝詩集》反問：“秦漢以來，掩蔽前賢，牢籠百代，獨空同一人乎”。王廷相還是一名哲學家，繼承了王充、范縝等人的唯物主義思想，在宇宙觀上，他否定佛道「有生於空、無」的說法，揚棄了宋明理學大家程頤、朱熹以理氣、心性為本體的二元觀點。除此，他對自然科學也有過人的見解，他對夢的解釋是：“夢，思也、緣也、咸心之跡也”（《慎言‧見聞篇》）。文學評論也頗有見地。

## 家族
曾祖父王思義；祖父王實一；父王增，母田氏。
子王旒，累封後軍都督府经历。孫王徵逸（1513年-1574年），字思彦，别號中渠，以祖父蔭入为國子生，五年後拜後軍都督府都事，遷後軍经历，出为庆远府知府，庚戌入覲，遂乞致仕歸，卒年六十二。

## 著作
著作有《王氏家藏集》、《內臺集》、《慎言》、《雅述》、《橫渠理氣辯》等。